# Moonlight (hudební skupina)
Moonlight je polská gothic a progressive metalová skupina.

## Diskografie
- Moonlight (demo) (1993)
- Kalpa Taru (1996)
- Meren Re (1997)
- Inermis (1999)
- Floe (2000)
- Koncert w Trójce 1991-2001 (2001)
- Yaishi (2001)
- Candra (2002)
- Moonlight (album) (2003)
- Awaken Memories Live (DVD) (2003)
- Audio 136 (2004)
- DownWords (2005)
- Integrated In The System Of Guilt (2006)

## Členové skupiny

### Současní členové
- Maja Konarska - zpěv
- Andrzej Kutys - kytara
- Michał Podciechowski - baskytara
- Kuba Maciejewski - klávesy (Athanor)
- Bolek Wilczek - bicí

### Bývalí členové
- Katarzyna Michalewicz - zpěv
- Arkadiusz Wlazło - kytara
- Szymon Gebel - baskytara
- Tomasz Kopczyński - bicí
- Tomasz Wieczorek - bicí
- Daniel Potasz - klávesy
- Paweł Gotłas - baskytara
- Maciej Kaźmierski - bicí